# الغرق بالأرقام
الغرق بالأرقام هو فيلم من نوع دراما وكوميديا وجريمة أُصدر في 1988. الفيلم من إخراج وسيناريو بيتر جريناواي.

## القصة
تقع أحداث الفيلم في سوفولك.

## طاقم التمثيل
- Jane Gurnett [الإنجليزية]‏
- جوان بلاورايت
- جولي ريتشاردسون
- جولييت ستيفنسون
- إدوارد تيودور بول
- برنارد هيل
- بريان برينغل
- Vanni Corbellini [الإنجليزية]‏
- Janine Duvitski [الإنجليزية]‏
- جون روغان
- كيني ايرلندا
- ديفيد موريسي
- تريفور كوبر

## الإنتاج
موسيقى الفيلم التصويرية كانت من تأليف مايكل نيمان.

## وصلات خارجية
- الغرق بالأرقام على موقع IMDb (الإنجليزية)
- الغرق بالأرقام على موقع روتن توميتوز (الإنجليزية)
- الغرق بالأرقام على موقع ألو سيني (الفرنسية)
- الغرق بالأرقام على موقع Turner Classic Movies (الإنجليزية)
- الغرق بالأرقام على موقع أول موفي (الإنجليزية)
- الغرق بالأرقام على موقع بوكس أوفيس موجو (الإنجليزية)
- الغرق بالأرقام على موقع فيلمافينيتي (الإسبانية)
- الغرق بالأرقام على موقع قاعدة بيانات الأفلام السويدية (السويدية)
- الغرق بالأرقام على موقع قاعدة بيانات الفيلم (الإنجليزية)
- الغرق بالأرقام على موقع ليتربوكسد (الإنجليزية)